# سد لیانگوکو
سد لیانگوکو (به لاتین: Lianghekou Dam) یک سد خاکی و نیروگاه برقابی در چین است که در سیچوآن واقع شده‌است.